# Tapacarí (plaats)
Tapacarí (Quechua: Tapaqari) is een plaats in het departement Cochabamba, Bolivia. Het is de hoofdplaats van de gelijknamige gemeente, gelegen in de gelijknamige provincie.

## Bevolking
| Jaar | Populatie |
| ---- | --------- |
| 1992 | 283       |
| 2001 | 411       |
| 2012 | 515       |